# Mediemyndigheten
Mediemyndigheten är en svensk statlig förvaltningsmyndighet under Kulturdepartementet som bildades den 1 januari 2024 då Statens medieråd inordnades i Myndigheten för press, radio och tv (MPRT).  
Beslutet om sammanslagningen fattades av regeringen den 9 februari 2023 och föregicks av en utredning med uppdrag att utreda konsekvenserna av ett inordnande av uppgifterna vid Statens medieråd i Myndigheten för press, radio och tv . 
Enligt instruktionen  ska Mediemyndigheten inom sitt verksamhetsområde verka för yttrandefrihet, medie- och informationskunnighet samt möjligheterna till mediemångfald och tillgänglighet. Myndigheten ska också verka för att stärka barn och unga som medvetna medieanvändare, ta tillvara deras erfarenheter samt verka för att skydda barn från skadlig mediepåverkan. Myndigheten ansvarar även för frågor om tillstånd, registrering, tillsyn, mediestöd och utgivningsbevis på medieområdet.
Inom myndigheten finns två särskilda beslutsorgan som benämns granskningsnämnden för radio och TV respektive Mediestödsnämnden.